# Alba Vergés
Alba Vergés i Bosch (Igualada, Barcelona, 3 de septiembre de 1978) es una economista, ingeniera y política española, diputada por Barcelona en el Parlamento de Cataluña en las X, XI, XII y XIII legislaturas. Desde julio de 2022 hasta junio de 2023 fue presidenta del Parlamento de Cataluña en funciones tras la suspensión de Laura Borràs de sus funciones.

## Biografía
Licenciada en Economía por la Universidad de Barcelona e Ingeniería técnica en informática de gestión por la Universidad Abierta de Cataluña.
Ha trabajado como programadora en el sector de las tecnologías de la información y de la comunicación y como responsable de administración, contabilidad y finanzas del Consorcio Sociosanitario de Igualada. 
Militante de Esquerra Republicana de Cataluña desde 2011 después de haber ido como número 3 de la lista a las elecciones municipales de Igualada
Es presidenta de la sección local de Esquerra Republicana de Cataluña de Igualada desde 2012, Secretaria de Salud, Bienestar y Ciudadanía de Esquerra Republicana de Cataluña y miembro de la Asamblea Nacional Catalana. 
Diputada en el Parlamento de Cataluña en su x legislatura electa por Esquerra Republicana de Cataluña y en la xi legislatura por Junts pel Sí donde fue nombrada presidenta de la Comisión de Salud y de la Comisión de Investigación sobre la Operación Cataluña, presunta operación llevada a cabo por un grupo informal y secreto del Cuerpo Nacional de Policía que habría realizado supuestamente un seguimiento de los principales dirigentes del separatismo catalán con el objetivo de desacreditarles ante la opinión pública.
Fue elegida diputada en las elecciones al Parlamento de Cataluña de 2017 a las que concurrió como número 6 de la circunscripción de Barcelona por la coalición electoral Esquerra Republicana de Catalunya-Catalunya Sí. Se convirtió en secretaria cuarta de la mesa de la cámara, cargo que desempeñó hasta junio de 2018. 
El 2 de junio de 2018 tomó posesión como consejera de Salud en el Gobierno de Cataluña. Durante su periodo como consejera de Salud tuvo que afrontar en Cataluña la crisis del Coronavirus, momento en el que el Gobierno catalán fue condenado por el Tribunal Superior de Justicia de Cataluña por discriminar en la vacunación contra la Covid-19 a la Policía Nacional y la Guardia Civil respecto a los Mozos de Escuadra y las policías locales, condena que fue posteriormente ratificada por el Tribunal Supremo. Por estos hechos la Fiscalía ha pedido la investigación de Vergés y del resto de la cúpula del Departamento de Salud por los presuntos delitos de prevaricación, contra los derechos de los trabajadores, contra los derechos fundamentales y libertades públicas y contra las garantías constitucionales. El Juzgado de Instrucción número 17 de Barcelona ha pedido que se cite también a declarar como investigados a cuatro altos cargos que estaban bajo su mando en la Consejería de Salud por los mismos motivos.